# Vývoj názvu města Brna
Brno je krajské město v Jihomoravském kraji. Tento článek pojednává o vývoji jeho jména od 11. století.

## Vývoj názvu města
V písemných pramenech bylo jméno města (doklady do 20. let 13. století se vztahují k původnímu brněnskému hradu) zapisováno takto:
- 1091 – Brynen, Birnen, Byrno, Birnen, Brnno (Kosmas)
- 1104 – Brnensem (přídavné jméno)
- 1210 – Brnensi (přídavné jméno), Brunna
- 1220 – Brenna
- 1228 – Brunensis (přídavné jméno), Brennem
- 1231 – Brunensis (přídavné jméno)
- 1234 – Brunne
- 1235 – Brunna
- 1237 – Brvnensis (přídavné jméno)
- 1240 – Brennensis (přídavné jméno), Brunnam
- 1241–1243 – Brunna
- 1243 – Brunensis (přídavné jméno), Brunnam
- 1271 – Brunna, Brunensibus (obyvatelské jméno)
- 1317 – Brunensi (přídavné jméno)
- 1357 – Brunensis (přídavné jméno)
- 1460 – v Brnye
- 1509 – brnienskymi
- 1528 – v Brnie
- 1613 – brniensky
- 1633 – Brin, Brno
- 1708–1712 – Brinn
- 1751 – královské město Brünn
- 1771 – Brunna
- 1825 – Brünn či Brno
- 1850–1870 – Brno či Brünn
- 1921–1939 – zemské hlavní město Brno
- 1939–1945 – Brünn či Brno
- 1945–1949 – zemské hlavní město Brno
- 1949–1992 – krajské město Brno